# Сундстрём, Анна
Анна Сундстрём (швед. Anna Sundström, 26 февраля 1785, Чюмлинге — 1871) — шведский химик. Получила известность как первая женщина-химик в Швеции.

## Биография
Анна Сундстрём, урождённая Анна Кристина Персдоттер, родилась 26 февраля 1785 года в местечке Чюмлинге Спонгского прихода (Швеция) в семье крестьянина Пера Янссона. Позднее она взяла себе имя Сундстрём.
В юности она перебралась в столицу, желая поступить на службу в качестве горничной. В 1808 году была приглашена на должность домоправительницы в дом учёного-химика Йёнса Якоба Берцелиуса.
Помимо выполнения обязанностей по дому, Анна стала работать в лаборатории ученого, причём настолько эффективно, что он признал её своим помощником и соавтором. За время работы в домашней лаборатории Берцелиуса с 1808 по 1836 год, Анна получила полноценное химическое образование и глубокие научные познания.
Берцелиус говорил об Анне Сундстрём: «Она настолько хорошо освоила все моё оборудование, что я без колебаний могу отправить её сделать перегонку соляной кислоты».
Сундстрём стала управляющей его лаборатории, а также руководила группой его учеников, которые прозвали её «строгой Анной».
Она была вынуждена прекратить свою научную деятельность, после того как Берцелиус в 1836 году женился на Элизабет Поппиус.